# Maria Gusakova
Maria Ivanovna Gusakova (ryska: Мария Ивановна Гусакова), född 2 februari 1931 i Timosjkino i Rjazan oblast, Ryssland, död 8 maj 2022 i Sankt Petersburg, var en rysk längdskidåkare som tävlade för Sovjetunionen under 1950- och 1960-talen.
Hon vann tre olympiska medaljer under två olympiska spel med guld på 10 km (1960) och silver på 3 x 5 km (1960) och brons på 10 km (1964). Hon vann dessutom tre VM-medaljer varav ett guld.